# 愛していると云ってくれ
『愛していると云ってくれ』（あいしているといってくれ）は、1978年4月10日に発表された、中島みゆきの4作目のオリジナルアルバムである。

## 解説
大ヒットシングル「わかれうた」が収録されたことから、オリコンチャートでも2位を獲得した。さらには、1978年の年間アルバム売上第8位にランクインするなどの大ヒットを記録した。
1980年に放映された『3年B組金八先生』第2シリーズの挿入歌として話題となった「世情」が収録されている。
ジャケット写真は、フランスの写真家ブラッシャイがミュージックホールを撮影した作品「Backstage at the Folies-Bergere」をモチーフにしたもの。
このアルバムのポニーキャニオン盤は既に廃盤となっているが、2021年現在でも、このアルバムを含んだ通販限定CDボックスは、ポニーキャニオンショッピングクラブにて販売中である。
1986年にキャニオン・レコードよりCD化されており、現行盤のCDは2018年にヤマハミュージックコミュニケーションズから再発売されたもの（デジタルリマスタリングされた）。
2011年、Tom Baker at Precision Mastering (Los Angeles) により新たにデジタルリマスタリングされたCDがクリスタルディスクにて発売された（規格品番：YMPCD-10013）。
また、デジタルリマスタリングされたCDは2012年10月25日より8枚組のBOXセット『中島みゆきBOX 私の声が聞こえますか〜臨月』の1枚として通信販売限定で発売された。

## 収録曲

### LPレコード
| 全作詞・作曲: 中島みゆき。 |                  |            |            |                  |      |
| #                          | タイトル         | 作詞       | 作曲・編曲 | 編曲             | 時間 |
| 1.                         | 「｢元気ですか｣」 | 中島みゆき | 中島みゆき | 吉野金次         | 2:58 |
| 2.                         | 「怜子」         | 中島みゆき | 中島みゆき | 吉野金次         | 2:40 |
| 3.                         | 「わかれうた」   | 中島みゆき | 中島みゆき | 福井峻・吉野金次 | 3:57 |
| 4.                         | 「海鳴り」       | 中島みゆき | 中島みゆき | 吉野金次         | 3:27 |
| 5.                         | 「化粧」         | 中島みゆき | 中島みゆき | 吉野金次         | 5:07 |
| 合計時間:                  | 合計時間:        | 合計時間:  | 18:09      |                  |      |

| 全作詞・作曲: 中島みゆき。 |                |            |            |                  |      |
| #                          | タイトル       | 作詞       | 作曲・編曲 | 編曲             | 時間 |
| 1.                         | 「ミルク32」   | 中島みゆき | 中島みゆき | 中島みゆき       | 4:33 |
| 2.                         | 「あほう鳥」   | 中島みゆき | 中島みゆき | 吉野金次         | 4:06 |
| 3.                         | 「おまえの家」 | 中島みゆき | 中島みゆき | 中島みゆき       | 6:32 |
| 4.                         | 「世情」       | 中島みゆき | 中島みゆき | 福井峻・吉野金次 | 6:12 |
| 合計時間:                  | 合計時間:      | 合計時間:  | 21:23      |                  |      |

### CD
| 全作詞・作曲: 中島みゆき。 |                  |            |            |                  |      |
| #                          | タイトル         | 作詞       | 作曲・編曲 | 編曲             | 時間 |
| 1.                         | 「｢元気ですか｣」 | 中島みゆき | 中島みゆき | 吉野金次         | 2:58 |
| 2.                         | 「怜子」         | 中島みゆき | 中島みゆき | 吉野金次         | 2:40 |
| 3.                         | 「わかれうた」   | 中島みゆき | 中島みゆき | 福井峻・吉野金次 | 3:57 |
| 4.                         | 「海鳴り」       | 中島みゆき | 中島みゆき | 吉野金次         | 3:27 |
| 5.                         | 「化粧」         | 中島みゆき | 中島みゆき | 吉野金次         | 5:07 |
| 6.                         | 「ミルク32」     | 中島みゆき | 中島みゆき | 中島みゆき       | 4:33 |
| 7.                         | 「あほう鳥」     | 中島みゆき | 中島みゆき | 吉野金次         | 4:06 |
| 8.                         | 「おまえの家」   | 中島みゆき | 中島みゆき | 中島みゆき       | 6:32 |
| 9.                         | 「世情」         | 中島みゆき | 中島みゆき | 福井峻・吉野金次 | 6:12 |
| 合計時間:                  | 合計時間:        | 合計時間:  | 39:32      |                  |      |

## 楽曲解説
1. ｢元気ですか｣
  - 朗読のバックに流れるのは、セザール・フランクのオルガン独奏曲「前奏曲、フーガと変奏曲」。
  - この作品のみ詞に対する演奏は無く、朗読のみである。
2. 怜子
  - のちに、アルバム『いまのきもち』でセルフカバー。
3. わかれうた
  - 自身初のオリコンシングルチャート1位を獲得した先行シングル。
4. 海鳴り
  - 桜田淳子が直後にアルバム『20才になれば』で、研ナオコが1979年にシングル「ひとりぽっちで踊らせて」のB面でカバーした。
5. 化粧
  - 桜田がアルバム『20才になれば』とシングル（1981年）で、一葉がシングル（2001年）でカバーしており、他にも多くの歌手によってカバーされている。
6. ミルク32
  - モデルは、札幌市に実在する喫茶店「ミルク」のマスター。
  - 32はそのマスターの年齢である。
7. あほう鳥
  - 1987年に発売されたライブアルバム『歌暦』では「阿呆鳥」と表記している。
8. おまえの家
  - 桜田が直後にアルバム『20才になれば』でカバーした。
9. 世情
  - 数ある中島みゆき作品の中でも、特に難解な作品として知られる。

## 演奏者
- 中島みゆき - Vocals
- つのだひろ - Drums
- 後藤次利 - E.Bass
- 坂本龍一 - Pf
- 増田俊郎 - E.Guitar
- 斉藤ノブ - Lat

## タイアップ
| # | 曲名     | タイアップ                          | 出典  |
| - | -------- | ----------------------------------- | ----- |
| 9 | 「世情」 | 『3年B組金八先生』第2シリーズ挿入歌 | [ 2 ] |